# Chansolme
Chansolme är en kommun i Haiti.   Den ligger i departementet Nord-Ouest, i den norra delen av landet, 160 km norr om huvudstaden Port-au-Prince. Antalet invånare är 27 611.
Terrängen runt Chansolme är kuperad österut, men västerut är den platt. Närmaste större samhälle är Port-de-Paix, 6,2 km norr om Chansolme. Omgivningarna runt Chansolme är en mosaik av jordbruksmark och naturlig växtlighet.